# Eyüpsultan

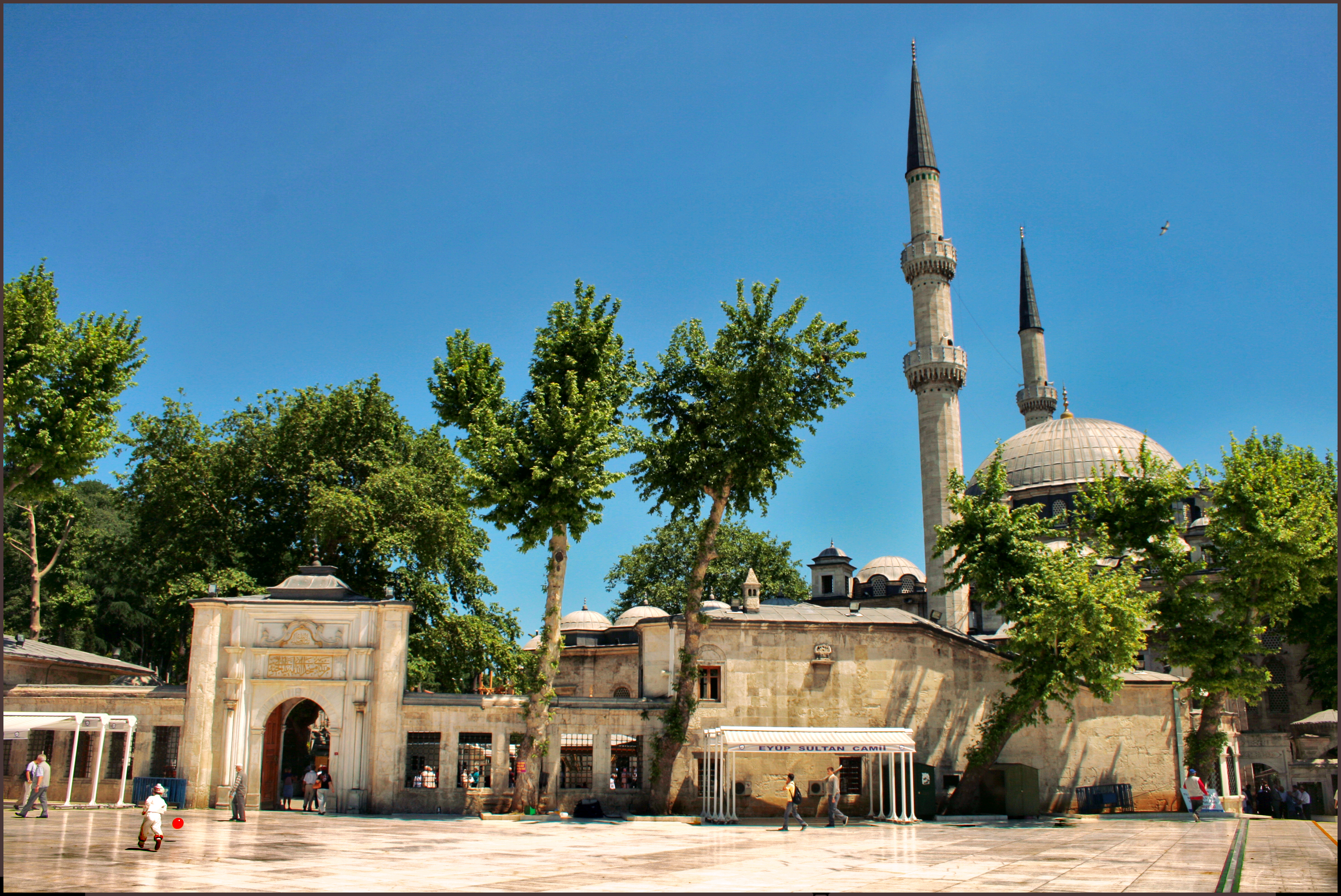
Eyüp Sultan Mosque in Eyüpsultan district

Eyüpsultan ou communément Eyüp est l'un des 39 districts de la ville d'Istanbul, en Turquie, situé près de la Corne d'Or.
À l'origine de la ville, c'était un village situé en dehors des anciens remparts de Théodose II.
Il possède une mosquée réputée : Eyüp Sultan Camii. C'est un lieu, encore de nos jours, très visitée par le monde musulman.
Pierre Loti y résida lors d'un de ses nombreux séjours à Istanbul. Le complexe de loisirs Vialand se situe à Eyüp.